# Wilfried Bony
Wilfried Guemiand Bony (Bingerville, 10 december 1988) is een Ivoriaans voormalig voetballer die bij voorkeur centraal in de aanval speelt. Bony debuteerde in 2010 in het Ivoriaans voetbalelftal.
Bony won in 2013 de Nederlandse Gouden Schoen en de titel topscorer van de Eredivisie. Als international nam hij deel aan het WK 2014 in Brazilië en drie edities van de Afrika Cup, waarvan hij de editie van 2015 met Ivoorkust won.

## Clubcarrière
Bony groeide op in Abidjan in de wijk Plateau en later Abobo PK18. Hij voetbalde als kind op straat en is naar de voetbalschool van voormalig voetballer Cyrille Domoraud in Bingerville gegaan. Vele jaren later speelde hij in de eerste klasse van Ivoorkust bij Issia Wazi, waar hij in 2007 clubtopscorer werd met zes doelpunten. Bony was in 2007 op proef bij Liverpool, maar dat kreeg geen vervolg.

### Sparta Praag
Bony vertrok begin 2008 naar Sparta Praag. Daar kwam hij eerst op huurbasis uit voor het tweede elftal. Daarna nam de club hem definitief over. Spelend in de Gambrinus liga werd hij in het seizoen 2009/2010 clubtopscorer van Sparta Praag, waarmee hij dat jaar landskampioen werd.

### Vitesse
In het seizoen 2010/2011 neemt Vitesse hem over. De spits stond in belangstelling van verschillende grote clubs. Toch vertrok hij naar Nederland. Hij zette zijn handtekening onder een contract voor drieënhalf jaar. Het transferbedrag bedroeg ongeveer vier miljoen euro. Op 20 februari 2011 debuteerde hij voor Vitesse in een wedstrijd tegen De Graafschap, waarin hij in de tweede helft inviel voor Marco van Ginkel. Bony stond nog geen 27 minuten op het veld toen hij zijn eerste doelpunt maakte. Hij speelde in zijn eerste halfjaar maar 7 competitiewedstrijden en eindigde op drie goals. Het seizoen daarop was hij een vaste basisspeler en kwam in 28 competitiewedstrijden tot twaalf goals. 
Het seizoen daarna maakt hij grote indruk met een totaal van 31 doelpunten in 30 wedstrijden. Hiermee wordt hij topscorer van de Eredivisie. Daarnaast werd Bony voor zijn seizoen beloond met de Gouden Schoen. Na zijn derde seizoen bij Vitesse zijn diverse grote clubs voor hem in de markt. Onder andere West Ham United en CSKA Moskou hebben interesse. Tegen de zin van toenmalig Vitesse-eigenaar Merab Zjordania weigert hij een nieuw en verbeterd contract te tekenen.

### Swansea City
In juli 2013 verruilde Bony uiteindelijk Vitesse voor Swansea City, dat twaalf miljoen pond (veertien miljoen euro) voor hem betaalde. De club uit Wales gaf nooit eerder een dergelijk hoog transferbedrag uit voor een speler. Het vorige record stond op naam van Pablo Hernández, die voor ruim zes miljoen euro overkwam van Valencia CF. Bony verlengde in november 2014 zijn contract bij Swansea tot medio 2018. Twee maanden later trok hij er niettemin de deur achter zich dicht. Mede door zijn toedoen was Swansea op 6 januari 2014 verantwoordelijk voor de uitschakeling van grootmacht Manchester United in de strijd om de FA Cup. Bony maakte op Old Trafford in de laatste minuut met het hoofd het winnende doelpunt: 1-2.

### Manchester City
Bony tekende in januari 2015 een contract voor 4,5 seizoen bij Manchester City, dat hem overnam van Swansea City voor een bedrag van 25 miljoen pond (28 miljoen euro). Hij debuteerde op 21 februari 2015 voor de club, tegen Newcastle United. In Manchester heeft Bony zijn reputatie als goalgetter geen moment waar kunnen maken. Bony scoorde in totaal acht keer in 34 optredens in het seizoen 2015/16. Na de komst van Pep Guardiola als manager werd Bony overbodig en kwam hij op de transferlijst.

#### Verhuur aan Stoke City
Op 31 augustus 2016 vertrekt hij op huurbasis naar Stoke City. Ook in Stoke-on-Trent kan hij geen indruk maken. Na zeven wedstrijden stond hij nog steeds op nul doelpunten. In januari 2017 liet Bony Engeland achter zich om voor Ivoorkust uit te komen op de Afrika Cup, maar na het eindtoernooi speelde Bony geen enkele wedstrijd meer voor Stoke City.

### Swansea City
Op 31 augustus 2017 tekende Bony een tweejarig contract bij zijn oude club Swansea City, waarbij Swansea een overdrachtsvergoeding van £12 miljoen betaalde. Vanwege blessureleed was Bony niet zo succesvol als in zijn eerste periode bij de club uit Wales. Tussen 2013 en 2015 maakte hij nog 26 doelpunten in 56 duels, na zijn terugkeer in 2017 waren dat er drie in 22 optredens. Daarnaast degradeerde hij met die ploeg naar de Football League Championship.

#### Verhuur aan Al-Arabi
Swansea verhuurde Bony op 30 januari 2019 voor een half jaar aan Al-Arabi, op dat moment de nummer 6 in de Qatari League. Medio 2019 liep zijn contract bij Swansea City af.

### Al Ittihad
In januari 2020 tekende Bony een contract voor tweeënhalfjaar bij Al-Ittihad. hij maakte op 31 januari 2020 zijn debuut in de hoofdmacht van Al-Ittihad, in een met 1-1 gelijkgespeelde competitiewedstrijd tegen Al-Raed. Bony viel in de 73e minuut in voor Haroune Camara. Op 1 november 2020 werd zijn contract ontbonden.

### N.E.C.
Bony wilde zijn carrière graag weer vervolgen bij zijn oude club Vitesse, maar daar bleek hij niet te voldoen aan de eisen die de Arnhemmers stellen. Uiteindelijk mocht hij meetrainen bij N.E.C., de grote rivaal van Vitesse. Bony kwam in contact met N.E.C. dankzij technisch directeur Ted van Leeuwen en adviseur Fred Rutten, die de Ivoriaan kennen uit hun tijd bij Vitesse. Op 26 januari 2022 tekende Bony een contract tot het einde van het seizoen. Hij maakte als invaller na 60 minuten voor Ali Akman zijn debuut in de bekerwedstrijd tegen Go Ahead Eagles (0-2 nederlaag) op 10 februari 2022, maar viel na 25 minuten alweer uit met een hamstringblessure en werd in de 86e minuut vervangen door Rodrigo Guth. Zijn tweede en laatste officiële wedstrijd dat seizoen kwam als invaller tegen Sparta Rotterdam. Hij viel in de 76'ste minuut in voor Akman, maar kon niet voorkomen dat N.E.C. 0-0 gelijk speelde. Zijn enige doelpunt voor N.E.C. maakte Bony uit een penalty op 15 april in een oefenwedstrijd in Wenum-Wiesel tegen sc Heerenveen (1-1). Hij speelde 70 minuten voor hij vervangen werd door Elayis Tavşan. Medio 2022 werd zijn contract niet verlengd.

### Always Ready
Bony trainde hierna weer bij Newport County FC. In februari 2023 sloot hij aan bij het Boliviaanse Club Always Ready uitkomend in de Primera División. Bony debuteerde op 2 maart 2023 in de tweede ronde om de CONMEBOL Libertadores als basisspeler in de thuiswedstrijd tegen het Chileense Deportes Magallanes (1-3). Hij werd, na een rode kaart voor een teamgenoot in de 42e minuut, in de rust gewisseld voor Jairo Jean. Op 23 maart verving hij in de terugwedstrijd tegen Magallanes (3-0) na 78 minuten Dorny Romero.  

## Clubstatistieken

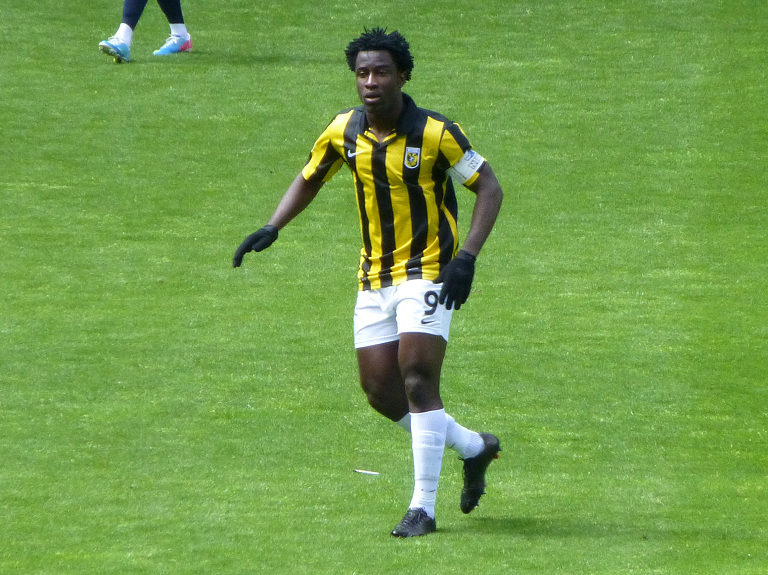
Eredivisie-topscorer Bony als aanvoerder van Vitesse op 12 mei 2013

| Seizoen     | Club              | Competitie       | Competitie | Competitie | Beker | Beker | Internationaal | Internationaal | Totaal | Totaal |
| Seizoen     | Club              | Competitie       | Wed.       | Dlp.       | Wed.  | Dlp.  | Wed.           | Dlp.           | Wed.   | Dlp.   |
| ----------- | ----------------- | ---------------- | ---------- | ---------- | ----- | ----- | -------------- | -------------- | ------ | ------ |
| 2007/08     | Sparta Praag B    | ČFL              | 14         | 2          | 0     | 0     | —              | —              | 14     | 2      |
| 2008/09     | Sparta Praag      | Gambrinus Liga   | 16         | 3          | 0     | 0     | —              | —              | 16     | 3      |
| 2009/10     | Sparta Praag      | Gambrinus Liga   | 29         | 9          | 2     | 0     | 10             | 4              | 41     | 13     |
| 2010/11     | Sparta Praag      | Gambrinus Liga   | 14         | 10         | 0     | 0     | 10             | 7              | 24     | 17     |
| 2010/11     | Vitesse           | Eredivisie       | 7          | 3          | 0     | 0     | —              | —              | 7      | 3      |
| 2011/12     | Vitesse           | Eredivisie       | 32         | 17         | 2     | 1     | —              | —              | 34     | 18     |
| 2012/13     | Vitesse           | Eredivisie       | 30         | 31         | 2     | 4     | 4              | 2              | 36     | 37     |
| 2013/14     | Swansea City      | Premier League   | 34         | 17         | 3     | 4     | 11             | 5              | 48     | 26     |
| 2014/15     | Swansea City      | Premier League   | 20         | 9          | 2     | 0     | —              | —              | 22     | 9      |
| 2014/15     | Manchester City   | Premier League   | 10         | 2          | 0     | 0     | 2              | 0              | 12     | 2      |
| 2015/16     | Manchester City   | Premier League   | 26         | 4          | 3     | 2     | 5              | 3              | 34     | 9      |
| 2016/17     | → Stoke City      | Premier League   | 10         | 2          | 1     | 0     | —              | —              | 11     | 2      |
| 2017/18     | Swansea City      | Premier League   | 15         | 2          | 4     | 1     | —              | —              | 19     | 3      |
| 2018/19     | Swansea City      | Championship     | 7          | 1          | 0     | 0     | —              | —              | 7      | 1      |
| 2019        | → Al-Arabi        | Qatar League     | 7          | 5          | 0     | 0     | —              | —              | 7      | 5      |
| 2020        | Al-Ittihad        | Saudi League     | 10         | 5          | 0     | 0     | —              | —              | 10     | 5      |
| 2021/22     | N.E.C.            | Eredivisie       | 1          | 0          | 1     | 0     | —              | —              | 2      | 0      |
| 2022/23     | Club Always Ready | Primera División | 0          | 0          | 0     | 0     | 2              | 0              | 2      | 0      |
| Club Totaal | Club Totaal       | Club Totaal      | 0          | 0          | 0     | 0     | 2              | 0              | 2      | 0      |
| TOTAAL      | TOTAAL            | TOTAAL           | 282        | 122        | 20    | 12    | 44             | 21             | 346    | 155    |

Bijgewerkt: 28 april 2023

## Interlandcarrière
Op 9 oktober 2010 maakte Bony zijn debuut in het Ivoriaans voetbalelftal in een kwalificatiewedstrijd voor de Afrika Cup 2012, tegen Burundi. In zowel 2012 als in 2013 speelde hij met Ivoorkust op dit continentale kampioenschap. Bony werd in juni 2014 door bondscoach Sabri Lamouchi opgenomen in de Ivoriaanse selectie voor het Wereldkampioenschap voetbal 2014 in Brazilië. Hij maakte zijn WK-debuut op 14 juni 2014 in de eerste wedstrijd van Ivoorkust (2–1) tegen Japan. In de 64e minuut maakte hij gelijk. In 2015 won hij met Ivoorkust de finale van de Afrika Cup tegen Ghana via strafschoppen.
| Interlands van Wilfried Bony voor Ivoorkust | Interlands van Wilfried Bony voor Ivoorkust | Interlands van Wilfried Bony voor Ivoorkust | Interlands van Wilfried Bony voor Ivoorkust | Interlands van Wilfried Bony voor Ivoorkust | Interlands van Wilfried Bony voor Ivoorkust | Interlands van Wilfried Bony voor Ivoorkust |
| №                                           | Datum                                       | Wedstrijd                                   | Uitslag                                     | Competitie                                  | Goals                                       |                                             |
| Als speler van Sparta Praag                 | Als speler van Sparta Praag                 | Als speler van Sparta Praag                 | Als speler van Sparta Praag                 | Als speler van Sparta Praag                 | Als speler van Sparta Praag                 | Als speler van Sparta Praag                 |
| ------------------------------------------- | ------------------------------------------- | ------------------------------------------- | ------------------------------------------- | ------------------------------------------- | ------------------------------------------- | ------------------------------------------- |
| 1.                                          | 17 november 2010                            | Polen – Ivoorkust                           | 3 – 1                                       | Vriendschappelijk                           | 0                                           |                                             |
| Als speler van SBV Vitesse                  |                                             |                                             |                                             |                                             |                                             |                                             |
| 2.                                          | 10 augustus 2011                            | Ivoorkust – Israël                          | 4 – 3                                       | Vriendschappelijk                           | 0                                           |                                             |
| 3.                                          | 12 november 2011                            | Zuid-Afrika – Ivoorkust                     | 1 – 1                                       | Vriendschappelijk                           | 0                                           |                                             |
| 4.                                          | 13 januari 2012                             | Tunesië – Ivoorkust                         | 0 – 2                                       | Vriendschappelijk                           | 0                                           |                                             |
| 5.                                          | 26 januari 2012                             | Ivoorkust – Burkina Faso                    | 2 – 0                                       | Afrika Cup 2012                             | 0                                           |                                             |
| 6.                                          | 30 januari 2012                             | Ivoorkust – Angola                          | 2 – 0                                       | Afrika Cup 2012                             | 1                                           |                                             |
| 7.                                          | 4 februari 2012                             | Ivoorkust – Equatoriaal-Guinea              | 3 – 0                                       | Afrika Cup 2012                             | 0                                           |                                             |
| 8.                                          | 12 februari 2012                            | Zambia – Ivoorkust                          | 0 – 0 (8 – 7 n.s.)                          | Afrika Cup 2012                             | 0                                           |                                             |
| 9.                                          | 29 februari 2012                            | Ivoorkust – Guinee                          | 0 – 0                                       | Vriendschappelijk                           | 0                                           |                                             |
| 10.                                         | 9 juni 2012                                 | Marokko – Ivoorkust                         | 2 – 2                                       | Kwalificatie WK 2014                        | 0                                           |                                             |
| 11.                                         | 14 november 2012                            | Oostenrijk – Ivoorkust                      | 0 – 3                                       | Vriendschappelijk                           | 0                                           |                                             |
| 12.                                         | 22 januari 2013                             | Ivoorkust – Togo                            | 2 – 1                                       | Afrika Cup 2013                             | 0                                           |                                             |
| 13.                                         | 30 januari 2013                             | Algerije – Ivoorkust                        | 2 – 2                                       | Afrika Cup 2013                             | 1                                           |                                             |
| 14.                                         | 23 maart 2013                               | Ivoorkust – Gambia                          | 3 – 0                                       | Kwalificatie WK 2014                        | 1                                           |                                             |
| 15.                                         | 8 juni 2013                                 | Gambia – Ivoorkust                          | 0 – 3                                       | Kwalificatie WK 2014                        | 1                                           |                                             |
| 16.                                         | 16 juni 2013                                | Tanzania – Ivoorkust                        | 2 – 4                                       | Kwalificatie WK 2014                        | 1                                           |                                             |
| Als speler van Swansea City AFC             |                                             |                                             |                                             |                                             |                                             |                                             |
| 17.                                         | 14 augustus 2013                            | Mexico – Ivoorkust                          | 4 – 1                                       | Vriendschappelijk                           | 0                                           |                                             |
| 18.                                         | 7 september 2013                            | Ivoorkust – Marokko                         | 1 – 1                                       | Kwalificatie WK 2014                        | 0                                           |                                             |
| 19.                                         | 5 maart 2014                                | België – Ivoorkust                          | 2 – 2                                       | Vriendschappelijk                           | 0                                           |                                             |
| 20.                                         | 4 juni 2014                                 | El Salvador – Ivoorkust                     | 1 – 2                                       | Vriendschappelijk                           | 0                                           |                                             |
| 21.                                         | 14 juni 2014                                | Ivoorkust – Japan                           | 2 – 1                                       | WK 2014                                     | 1                                           |                                             |
| 22.                                         | 19 juni 2014                                | Colombia – Ivoorkust                        | 2 – 1                                       | WK 2014                                     | 0                                           |                                             |
| 23.                                         | 24 juni 2014                                | Griekenland – Ivoorkust                     | 2 – 1                                       | WK 2014                                     | 1                                           |                                             |
| 24.                                         | 6 september 2014                            | Ivoorkust – Sierra Leone                    | 2 – 1                                       | Kwalificatie Afrika Cup 2015                | 0                                           |                                             |
| 25.                                         | 10 september 2014                           | Kameroen – Ivoorkust                        | 4 – 1                                       | Kwalificatie Afrika Cup 2015                | 0                                           |                                             |
| 26.                                         | 11 oktober 2014                             | Congo-Kinshasa – Ivoorkust                  | 1 – 2                                       | Kwalificatie Afrika Cup 2015                | 1                                           |                                             |
| 27.                                         | 15 oktober 2014                             | Ivoorkust – Congo-Kinshasa                  | 3 – 4                                       | Kwalificatie Afrika Cup 2015                | 0                                           |                                             |
| 28.                                         | 19 november 2014                            | Ivoorkust – Kameroen                        | 0 – 0                                       | Kwalificatie Afrika Cup 2015                | 0                                           |                                             |
| Als speler van Manchester City FC           |                                             |                                             |                                             |                                             |                                             |                                             |
| 29.                                         | 15 januari 2015                             | Zweden – Ivoorkust                          | 2 – 0                                       | Vriendschappelijk                           | 0                                           |                                             |
| 30.                                         | 20 januari 2015                             | Ivoorkust – Guinee                          | 1 – 1                                       | Afrika Cup 2015                             | 0                                           |                                             |
| 31.                                         | 24 januari 2015                             | Ivoorkust – Mali                            | 1 – 1                                       | Afrika Cup 2015                             | 0                                           |                                             |
| 32.                                         | 28 januari 2015                             | Kameroen – Ivoorkust                        | 0 – 1                                       | Afrika Cup 2015                             | 0                                           |                                             |
| 33.                                         | 1 februari 2015                             | Ivoorkust – Algerije                        | 3 – 1                                       | Afrika Cup 2015                             | 2                                           |                                             |
| 34.                                         | 4 februari 2015                             | Congo-Kinshasa – Ivoorkust                  | 1 – 3                                       | Afrika Cup 2015                             | 0                                           |                                             |
| 35.                                         | 8 februari 2015                             | Ivoorkust – Ghana                           | 0 – 0 (9 – 8 n.s.)                          | Afrika Cup 2015                             | 0                                           |                                             |

Bijgewerkt op 17 maart 2015.

## Erelijst
Als speler
| Competitie                | Aantal     | Seizoen    |            |            |
| Issia Wazi                | Issia Wazi | Issia Wazi | Issia Wazi | Issia Wazi |
| ------------------------- | ---------- | ---------- | ---------- | ---------- |
| Côte d'Ivoire Cup         | 1×         | 2006       |            |            |
| Sparta Praag              |            |            |            |            |
| 1. česká fotbalová liga   | 1×         | 2009/10    |            |            |
| Superpohár FAČR           | 1×         | 2010       |            |            |
| Manchester City           |            |            |            |            |
| Football League Cup       | 1×         | 2015/16    |            |            |
| Ivoorkust                 |            |            |            |            |
| CAF Africa Cup of Nations | 1×         | 2015       |            |            |

Individueel als speler
| Prijs                       | Aantal  | Seizoen |         |         |
| Vitesse                     | Vitesse | Vitesse | Vitesse | Vitesse |
| --------------------------- | ------- | ------- | ------- | ------- |
| Topscorer van het seizoen   | 1×      | 2011/12 |         |         |
| Topscorer van de Eredivisie | 1×      | 2012/13 |         |         |
| Nederlandse Gouden Schoen   | 1×      | 2012/13 |         |         |
| Vitesse-speler van het jaar | 1×      | 2012/13 |         |         |
| Topscorer van het seizoen   | 1×      | 2012/13 |         |         |
| Swansea City                |         |         |         |         |
| Swansea-speler van het jaar | 1×      | 2013/14 |         |         |
| Topscorer van het seizoen   | 1×      | 2013/14 |         |         |
| Beste nieuwkomer            | 1×      | 2013/14 |         |         |

## Trivia
- Bony spreekt vloeiend Frans, Engels, Tsjechisch en daarnaast Nederlands.